# Calliscelio dido
Calliscelio dido är en stekelart som beskrevs av Mikhail Vasilievich Kozlov och Lê 2000. Calliscelio dido ingår i släktet Calliscelio och familjen Scelionidae. Inga underarter finns listade.